# Mesoplodon perrini
Mesoplodon perrini är en däggdjursart som beskrevs av Dalebout, Mead, Baker, Baker och Van Helden 2002. Mesoplodon perrini ingår i släktet Mesoplodon och familjen näbbvalar. IUCN kategoriserar arten globalt som otillräckligt studerad. Inga underarter finns listade i Catalogue of Life.
Artepitetet i det vetenskapliga namnet hedrar den amerikanska zoologen William Perrin som upptäckte ett av de första exemplaren.
Huvudet och stjärtfenan är jämförd med bålen korta. Typiska är rännor på strupen. Full utvecklade exemplar har en mörkgrå ovansida som färgen blir ljusare till nästan vit mot buken. Bröstfenornas undersida är ljusare grå. Ungdjur kännetecknas däremot av en vit strupe samt av en större mörk fläck över nosen och ögonen. En vuxen hona var 4,4 meter lång och en full utvecklad hane hade en längd av 3,9 meter. Hanar har i underkäken förstorade hörntänder som ofta framkallar sår under stridigheter. Arten har nästan samma utseende som Hectors näbbval. Skillnader finns i kraniets och tändernas konstruktion samt i de genetiska egenskaperna.
Arten förekommer i Stilla havet väster om Kalifornien och halvön Baja California (Mexiko). Den lever i djupare havsområden som är minst 1000 meter djup. Denna näbbval äter bläckfiskar och andra havslevande ryggradslösa djur.